# فیرمو
فیرمو (به ایتالیایی: Firmo) یک کومونه در ایتالیا است که در استان کزنتزا واقع شده‌است.

## خصوصیات
فیرمو ۱۱ کیلومترمربع مساحت و ۲٬۳۶۵ نفر جمعیت دارد و ۳۷۰ متر بالاتر از سطح دریا واقع شده‌است.